# Плаурайт, Джоан
Джоан Энн Оливье, баронесса Оливье (англ. Joan Ann Olivier, Baroness Olivier; 28 октября 1929[…], Бригг, Линкольншир — 16 января 2025, Нортвуд, Большой Лондон), более известная как Дама Джоан Плаурайт (DBE) (англ. Joan Plowright) — британская актриса, обладательница премий «Тони» и «Золотой глобус», а также номинантка на «Оскар», «Эмми» и BAFTA.

## Биография
Джоан родилась в небольшом городке Бригг в графстве Линкольншир, Англия, в семье Дэйзи Маргарет и журналиста и редактора Уильяма Эрнеста Плаурайта. Она обучалась в средней школе Сканторп, а затем в театральной школе Олд Вик в Бристоле.
Её театральный дебют состоялся в 1951 году, а впервые на лондонской сцене она выступила в 1954 году. В 1956 году Джоан вступила в Английскую театральную компанию, в постановках которой много играла впоследствии. В 1961 году она стала обладательницей премии «Тони» за свою роль в бродвейской постановке «Вкус мёда». Её кинокарьера также началась в 1950-х годах, но наиболее активно она стала сниматься с 1980-х. В 1993 году Плаурайт стала обладательницей двух премий «Золотой глобус» за роли в фильмах «Сталин» и «Колдовской апрель», за который она также была номинирована на «Оскар». Другие её примечательные роли были в фильмах «Вдовья гора» (1994), «Джейн Эйр» (1996), «101 далматинец» (1996), «Чай с Муссолини» (1999), «Каллас навсегда» (2002).
В марте 2009 года Джоан была назначена почётным президентом Английской театральной компании, заменив умершего в январе того же года Джона Мортимера.
В конце 2000-х актриса начала терять зрение. В 2014 году она официально объявила об окончании карьеры из-за полной слепоты.

## Личная жизнь
Джоан дважды была замужем. Её первым супругом был Роджер Джейдж, за которого она вышла в 1954 году. После развода с ним в 1961 году Джоан вышла замуж за Лоренса Оливье, от которого родила троих детей. Их брак продолжался до смерти Оливье от рака в 1989 году.

### Болезнь и смерть
Зрение Плаурайт неуклонно ухудшалось в конце 2000-х и начале 2010-х годов из-за дегенерации жёлтого пятна. В 2014 году она официально объявила о своём уходе из актёрской карьеры, из-за полной слепоты. Плаурайт умерла 16 января 2025 года в Денвилл-холле в Нортвуде, Лондон, в возрасте 95 лет.

## Фильмография
| Год  |    | Русское название    | Оригинальное название      | Роль             |
| ---- | -- | ------------------- | -------------------------- | ---------------- |
| 1960 | ф  | Комедиант           | The Entertainer            | Джин Райс        |
| 1963 | ф  | Дядя Ваня           | Uncle Vanya                | Соня             |
| 1977 | ф  | Эквус               | Equus                      | Дора Стрэнг      |
| 1988 | ф  | Отсчёт утопленников | Drowning by Numbers        | Сисси Колпитс    |
| 1991 | ф  | Дом Бернарды Альбы  | The House of Bernarda Alba | Понсия           |
| 1992 | тф | Сталин              | Stalin                     | Ольга Аллилуева  |
| 1992 | ф  | Колдовской апрель   | Enchanted April            | Миссис Фишер     |
| 1993 | ф  | Деннис-мучитель     | Dennis The Menace          | Миссис Уилсон    |
| 1993 | ф  | Последний киногерой | Last Action Hero           | Преподаватель    |
| 1996 | ф  | Джейн Эйр           | Jane Eyre                  | миссис Фэйрфакс  |
| 1996 | ф  | 101 далматинец      | 101 Dalmatians             | няня             |
| 1999 | ф  | Чай с Муссолини     | Tea with Mussolini         | Мэри Уоллес      |
| 2000 | мф | Динозавр            | Dinosaur                   | Бейлин           |
| 2002 | ф  | Полный беспредел    | Global Heresy              | леди Фоксли      |
| 2002 | ф  | Каллас навсегда     | Callas Forever             | Сара Келлер      |
| 2003 | ф  | Дом вверх дном      | Bringing Down the House    | Вирджиния Арнесс |
| 2008 | ф  | Спайдервик: Хроники | The Spiderwick Chronicles  | тётя Люсинда     |

## Награды и номинации

### Награды
- 1961 — Премия «Тони» — лучшая женская роль в пьесе, за пьесу «Вкус мёда»
- 1963 — Театральная премия Evening Standard лучшей актрисе
- 1993 — Премия «Золотой глобус» — лучшая женская роль второго плана, за фильм «Колдовской апрель»
- 1993 — Премия «Золотой глобус» — лучшая женская роль второго плана в мини-сериале, телесериале или телефильме, за телефильм «Сталин»
- 1994 — Премия «Кристалл»

### Номинации
- 1961 — Премия BAFTA — лучший новичок, за фильм «Комедиант»
- 1978 — Премия BAFTA — лучшая женская роль второго плана, за фильм «Эквус»
- 1993 — Премия «Оскар» — лучшая женская роль второго плана, за фильм «Колдовской апрель»
- 1993 — Премия «Эмми» — лучшая женская роль второго плана в мини-сериале или фильме, за телефильм «Сталин»